# 왕관성게상목
왕관성게상목은 성게의 상목 중 하나이다. 다른 성게와는 달리 일반적으로 속이 빈 가시를 가지고 있다. 그들의 골판에서 유두돌기에는 구멍이 나 있으며, 대부분의 종은 아가미를 가지고 있다.

## 참고 문헌
- Barnes, Robert D. (1982). 《Invertebrate Zoology》. Philadelphia, PA: Holt-Saunders International. 980쪽. ISBN 0-03-056747-5.